# Cleveland megye (Észak-Karolina)
Cleveland megye az Amerikai Egyesült Államokban, azon belül Észak-Karolina államban található. Megyeszékhelye és legnagyobb városa Shelby. Lakosainak száma 99 519 fő (2020. április 1.). Cleveland megye Burke, Lincoln, Gaston, York, Cherokee és Rutherford megyékkel határos.

## Népesség
A megye népességének változása:
| Lakosok száma | 98 036 | 97 614 | 97 440 | 97 047 | 96 879 | 99 519 |
|               | 2010   | 2011   | 2012   | 2013   | 2015   | 2020   |